# Când se lasă seara peste București sau Metabolism
Când se lasă seara peste București sau Metabolism este un film românesc din 2013 regizat de Corneliu Porumboiu. Rolurile principale au fost interpretate de actorii Bogdan Dumitrache, Diana Avrămuț.

## Distribuție
Distribuția filmului este alcătuită din:
- Diana Avrămuț — Alina
- Lucian Iftimie — Recepționerul
- Alex Jitea — Doctorul
- Gabi Crețan — Machieuza
- Alexandru Papadopol
- Mihaela Sîrbu — Magda
- Bogdan Dumitrache — Paul
- Caudiu Dumitru — Marius